# Dom przy pl. Wolności 18 w Bystrzycy Kłodzkiej
Dom przy pl. Wolności 18 w Bystrzycy Kłodzkiej – zabytkowy budynek w mieście Bystrzyca Kłodzka.
Piętrowy dom mieszkalny wybudowany w zarysie prostokąta w XVII w., przebudowany w XIX w.